# Toxicophobie
Cet article court présente un sujet plus développé dans : Discrimination contre les usagers de drogues.
La toxicophobie, au delà de son sens premier de peur du poison, a été utilisée par des usagers de drogue pour décrire une peur, un sentiment négatif, ressenti à l'encontre d'un usager de drogue et pouvant être à l'origine de comportement de haine, de rejet, de stigmatisation et de discriminations que peuvent subir ces derniers. Sémantiquement construit sur la base d'une peur de la toxicomanie et, de fait, du toxicomane, les associations d'usagers préfèrent aujourd'hui l'appellation d'usagers, d'utilisateurs de substance, moins stigmatisante.    
Ce néologisme d'apparition récente a été mis en avant par les travaux de l'association Auto-support et réduction des risques parmi les usagers et ex-usagers de drogues (ASUD) dans le numéro 64 de leur journal « Toxicophobie, la double peine » (2021) ainsi que dans leurs États-Généraux des usagers de substances « Toxicophobie : la discrimination cachée » (2021).    
Cette notion fait également référence aux discriminations systémiques que peuvent subir les personnes ayant un trouble de l'usage de substance. Dans l'ensemble des secteurs de la société, cette sensation négative peut être ressentie : à l'hôpital, dans un commissariat, devant la justice, dans les administrations, dans le monde du travail. C'est pourquoi certains préfèrent cacher leurs consommations plutôt que d'être étiqueté, avec les risques que cela comporte. Certains allant même jusqu'à intérioriser la stigmatisation et devenir à leur tour toxicophobe.